# Sharp Burial Ground

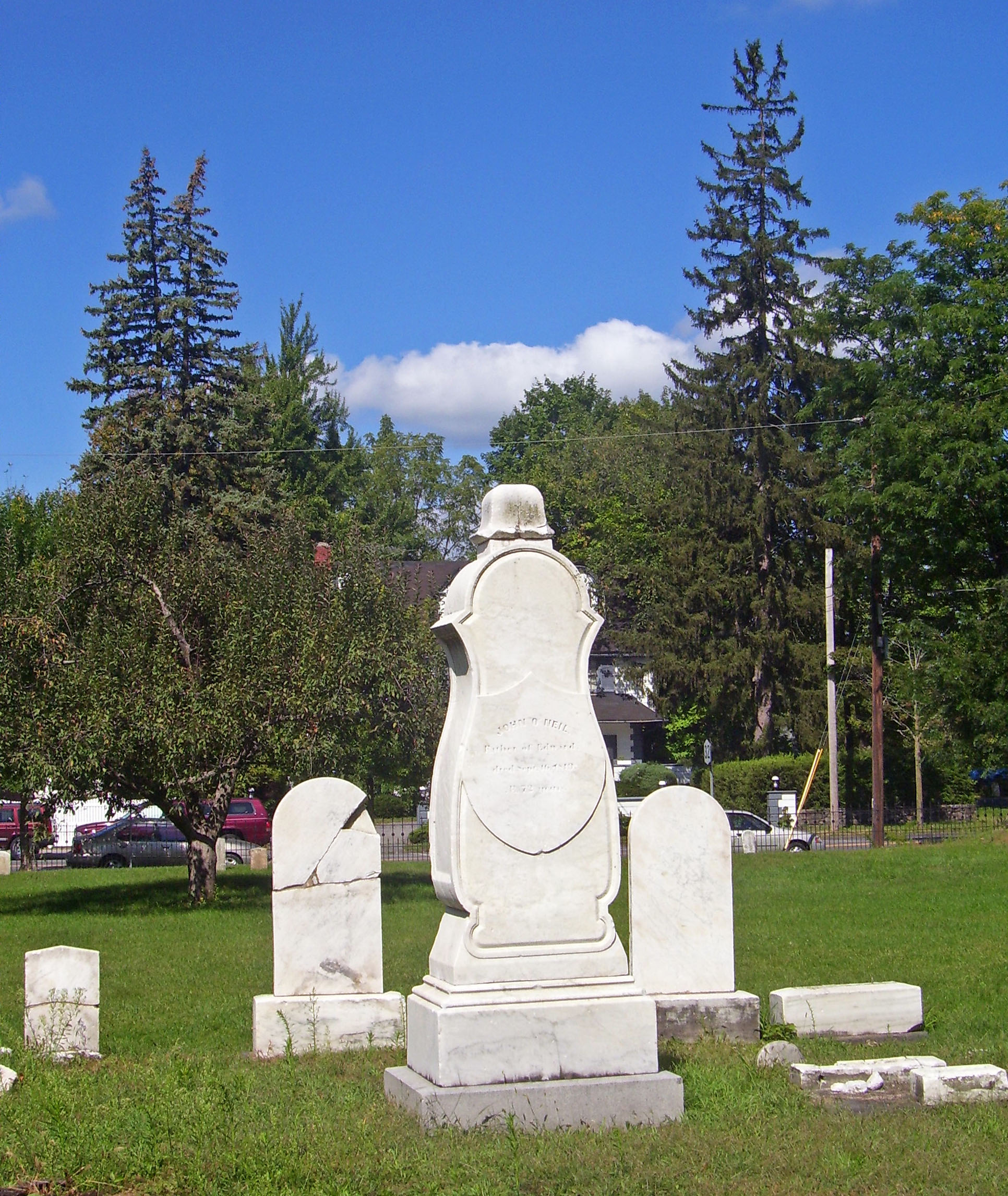
Grabstein von John O’Neil mit weiteren umliegenden Gräbern

Der Sharp Burial Ground, auch als Albany Avenue Cemetery bekannt, ist ein kleiner Friedhof an der Albany Avenue (New York State Route 32) in Kingston, New York in den Vereinigten Staaten. Er wurde Mitte des 19. Jahrhunderts genutzt, nachdem die Kirchhöfe zu klein wurden, um mehr Gräber aufzunehmen, jedoch bevor die größeren parkähnlich angelegten Friedhöfe üblich wurden. Nach deren Einrichtung wurden viele Gräber verlegt, um die Bestatteten in die dortigen, größeren Familiengräber umzubetten. Dennoch finden sich hier noch die Gräber zweier früherer Abgeordneter des US-Repräsentantenhauses.
Der Friedhof enthält einige interessante Beispiele der Friedhofskunst aus jener Zeit, zum Beispiel einen großen Gedenkstein an den Gründer des Friedhofes, Edward O’Neil. Es wurde den größten Teil des 20. Jahrhunderts über vernachlässigt und litt durch die Einwirkungen der Zeit, wurde dann jedoch in den 1990er Jahren durch eine ortsansässige Vereinigung von Denkmalschützern gesäubert und restauriert. Im Jahr 2002 wurde der Friedhof im Rahmen der Historic and Architectural Resources of Albany Avenue, Kingston, Ulster County Multiple Property Submission (MPS) in das National Register of Historic Places aufgenommen. Es ist der einzige Friedhof im Ulster County, der in das National Register eingetragen ist.

## Beschreibung
Der Friedhof liegt an der Ostseite der Albany Avenue, wo diese sich etwa 120 m östlich der Kreuzung mit der Interstate 587 und der New York State Route 28 nach Nordosten wendet. Dabei handelt es sich um ein rund 8500 m² rechteckiges Grundstück, dessen südliche Grenze durch eine frühere Eisenbahntrasse gebildet wird und leicht in südwestlicher Richtung gebogen ist. Im Norden und Osten grenzt der Friedhof an Wohnhäuser an Albany Avenue und Elmendorf Street.
Die Nachbarschaft wird durch Wohnbebauung gebildet; die meisten dieser Häuser stammen aus dem Ende des 19. Jahrhunderts. Vier Häuser aus dieser Nachbarschaft – die Häuser von John Smith, George J. Smith und Jacob Ten Broeck und das Haus in 184 Albany Avenue sind ebenfalls in das National Register eingetragen.
Am Bürgersteig entlang verläuft ein eiserner Zaun mit einem Tor in der Mitte. Diese Konstruktion ist modern und gilt deswegen nicht als Contributing Property zum historischen Charakter des Friedhofes. Das Friedhofsgelände ist eben und hat nur wenige hochgewachsene Bäume und Pflanzen. Die Grabsteine sind in unregelmäßigen Gruppierungen angeordnet, es gibt keine Hinweise auf ein Raster oder eine Planung. Zwei große Monumente ragen heraus: ein hoher, vasenähnlicher Grabstein für Edward O’Neil und ein Obelisk für Abraham Hasbrouck, einen früheren Abgeordneten im Parlament New Yorks und im Repräsentantenhaus der Vereinigten Staaten.

## Geschichte
Aufzeichnungen und Grabsteine deuten darauf hin, dass ein Teil des Geländes bereits 1810 als Friedhof genutzt wurde; formell wurde das Gelände ab 1832 zu diesem Zweck genutzt. Damals wurde der Friedhof von Edward O’Neil vermessen, der den Friedhof auf 210 Gräber auslegte. Die Grabflächen nahmen vom rückwärtigen Teil zum Eingang hin in der Größe zu- dort waren Flächen von jeweils einem Ar für die wichtigsten Glaubensrichtungen in der Stadt reserviert.
Der Friedhof ist typisch für einen Friedhof aus der Ära nach der Niederlassung der Siedler. Die Kirchhöfe aus der Kolonialzeit hatten sich inzwischen gefüllt und bei dem raschen Wachstum von Kingston in jener Zeit hätte die Anlage eines parkähnlichen Friedhofes zu viel Platz weggenommen. Friedhöfe wie der Sharp Burial Ground lagen meist am Rand der Siedlungen und waren groß genug und sinnvoll geplant, um die Bestattungen der überschaubaren Zukunft aufnehmen zu können.
Einige der Gräber sind Beispiele für die Trends in der Friedhofskunst des amerikanischen Protestantismus in der Mitte des 19. Jahrhunderts. O’Neils eigener Grabstein aus dem Jahr 1856 ist vasenförmig mit einem eingemeißelten Lorbeerkranz, der an ihn erinnert. Weiden und Urnen, die für Trauer und die Seele der Verstorbenen stehen, finden sich ebenfalls auf vielen Gräbern aus dieser Periode.
Die letzten Begräbnisse auf dem Friedhof fanden in den 1870er Jahren statt. Damals wurden die größeren Parkfriedhöfe Montrepose und Wiltwyck eröffnet, die etwas weiter von der damaligen Stadt entfernt lagen, und viele Familien, deren Angehörige auf dem Sharp Burial Ground bestattet waren, ließen diese in Familiengräber dieser neuen Friedhöfe umbetten. Es war etwa ein Jahrzehnt später, als Nathaniel Bartlett Sylvester in seiner Geschichte über das County feststellte, dass der alte Sharp Burial Ground „sehr ansehnlich“ sei, es aber den Anschein hatte, dass der Friedhof vernachlässigt wurde, weil viele Gräber verlegt wurden.
Dieser Niedergang dauerte bis 1995 an, als die Friends of Historic Kingston (FOHK), eine ortsansässige Gruppierung, die sich dem Denkmalschutz widmet und die historischen Gebäude, Bauwerke und Stätten pflegt, das Grundstück säuberte und die noch bestehenden Grabsteine restaurierte. Der Zaun und das Tor entstanden auf deren Initiative. Die Gruppe unterhält den Friedhof auch weiterhin.

## Nennenswerte Bestattete
- Abraham J. Hasbrouck (1773–1845), Abgeordneter in der New York State Assembly und im Kongress[3]
- Jacob H. DeWitt (1784–1867), Mitglied der New York State Assemblyman, des Kongresses und der Regierung des Countys[4]